# Dikasterium
Als Dikasterium (von altgriechisch δικαστήριον dikastērion, deutsch ‚Gericht‘, von δικάζω dikázo, deutsch ‚entscheiden‘) wurde im Mittelalter und der Frühen Neuzeit ein für Rechtsprechung und Verwaltung zuständiges Kollegialorgan bezeichnet. Heute ist es nur noch die Bezeichnung entsprechender Einrichtungen der Römischen Kurie, die vom Papst mit der Leitung der römisch-katholischen Kirche beauftragt sind. Jedes Dikasterium besteht aus einem Präfekten, einem Sekretär, einem oder mehreren Untersekretären, Mitgliedern und Beratern (lateinisch consultores). Der Präfekt steht dem Dikasterium vor, leitet es und vertritt es rechtlich. Ein Sekretär, der von dem oder den Untersekretären unterstützt wird, hilft dem Präfekten bei der verantwortlichen und weisungsbefugten Leitung der Geschäfte und der Mitarbeiter.
Bis 2022 wurden auch die weiteren Institutionen der Kurie zu den Dikasterien gezählt, als dieser erweiterte Begriff durch den der kurialen Einrichtungen ersetzt wurde. Vorläufer der heutigen Dikasterien (im engeren Sinn) waren die Kongregationen und die Päpstlichen Räte. Die Leiter der Kongregationen wurden Präfekten, die der Päpstlichen Räte und der Kommissionen Präsidenten genannt.

## Geschichte
1588 schuf Papst Sixtus V. (1585–1590) mit der Konstitution Immensa Aeterni Dei als erster eine einheitliche Organisationsform, indem er die bestehenden Behörden gliederte und das aus 15 Kongregationen bestehende Kongregationensystem zur Verwaltung von Weltkirche und Kirchenstaat begründete.
1908 verfügte Papst Pius X. mit der apostolischen Konstitution Sapienti consilio eine strikte Trennung zwischen Kongregationen, Gerichten und übrigen Ämtern. 1967 erließ Papst Paul VI. (1963–1978) mit der apostolischen Konstitution Regimini ecclesiae universae eine umfassende Kurienreform, die in etwa den heutigen Aufbau der Kurie vorgab.
1988 wurden Struktur und Organisation der Dikasterien von Johannes Paul II. in der Apostolischen Konstitution Pastor Bonus neu geregelt. Dabei wurden die Kategorien der Päpstlichen Räte eingeführt.
Am 19. März 2022 veröffentlichte der Vatikan eine Kurienreform mit dem Titel Praedicate Evangelium ‚Verkündet das Evangelium‘, die zu Pfingsten 2022 in Kraft trat. Sie vereinfachte die Verwaltungsstrukturen der Kurie, indem unter anderem die Unterscheidung zwischen den Kongregationen und Päpstlichen Räten aufgehoben wurde. Seitdem zählen das Staatssekretariat, die Organe für Rechtspflege und Wirtschaft und die übrigen Ämter nicht mehr zu den Dikasterien. Zu den Neuerungen gehört außerdem, dass zu den Präfekten künftig auch Laien berufen werden können, ob Mann oder Frau. Das Dikasterium für die Evangelisierung leitet der Papst nun selbst. Spätestens mit 80 Jahren muss jeder Kuriale künftig in den Ruhestand treten – mit Ausnahme des Papstes selbst.

## Liste der Dikasterien
- Dikasterium für die Evangelisierung: Koordinierung der missionarischen Tätigkeit

Entstand aus der ehemaligen Kongregation für die Evangelisierung der Völker und dem Päpstlichen Rat zur Förderung der Neuevangelisierung
- Dikasterium für die Glaubenslehre: Schutz und Förderung der Glaubens- und Sittenlehre in der ganzen katholischen Kirche
- Dikasterium für den Dienst der Nächstenliebe: Unterstützung der Bedürftigen und Verteilung des verbrieften apostolischen Segens

Ehemalige Päpstliche Almosenverwaltung
- Dikasterium für die orientalischen Kirchen: Verbindung mit den katholischen, orientalischen Kirchen (Erhaltung des Erbes der verschiedenen orientalischen christlichen Traditionen)
- Dikasterium für den Gottesdienst und die Sakramentenordnung: zuständig für alle liturgischen und sakramentalen Fragen
- Dikasterium für die Selig- und Heiligsprechungsprozesse: zuständig für die Angelegenheiten einer Kanonisierung
- Dikasterium für die Bischöfe: zuständig für alle Angelegenheiten, die Bischöfe betreffen (Ernennung, Synoden usw.)
- Dikasterium für den Klerus: Aus- und Weiterbildung des Klerus, Katechese, Personaladministration
- Dikasterium für die Institute geweihten Lebens und für die Gesellschaften apostolischen Lebens: Zuständig für Angelegenheiten der Ordens- und Säkularinstitute, sowie die Gesellschaften des apostolischen Lebens
- Dikasterium für Laien, Familie und Leben: Pastorales Leben und Bedürfnisse der Laien

Ehemals Päpstlicher Rat für die Laien und für die Familie
- Dikasterium zur Förderung der Einheit der Christen: Bestrebungen auf dem Gebiet der Ökumene, zugeordnet ist ihm die Kommission für die religiösen Beziehungen zum Judentum
- Dikasterium für den Interreligiösen Dialog: Kontakt zu den anderen nicht-christlichen Religionen, mit Ausnahme des Judentums
- Dikasterium für die Kultur und die Bildung: zuständig für Universitäten, Institute, Schulen usw.

Entstand aus der ehemaligen Kongregation für das Katholische Bildungswesen und dem Päpstlichen Rat für die Kultur
- Dikasterium für die ganzheitliche Entwicklung des Menschen: Förderung von Frieden, Gerechtigkeit, Gesundheit und Menschenrechten

Ehemals Päpstlicher Rat der Seelsorge für die Migranten und Menschen unterwegs, Pastoral im Krankendienst, Gerechtigkeit und Frieden und Cor Unum
- Dikasterium für die Gesetzestexte
- Dikasterium für die Kommunikation

Ehemals Sekretariat für die Kommunikation und Päpstlicher Rat für die sozialen Kommunikationsmittel